# Al-Jaish Sport Club
L'Al-Jaish Sport Club (in arabo نادي الجيش الرياضي‎?, Nādī al-jaysh al-riyāḍī) è stata una società calcistica qatariota con sede nella città di Al-Rayyan. La squadra rappresentava le Forze Armate del Qatar.
Aveva vinto la seconda divisione già prima del 2011, ma non era eleggibile per la promozione in Qatar Stars League. Nel 2011 la squadra, avendo compiuto quattro anni di attività, acquisì il diritto alla promozione e poté finalmente militare nella Stars League.

## Storia
Fondato nel 2007 per rappresentare le Forze Armate del Qatar, la squadra iniziò la sua storia nel calcio professionistico nella Qatar Second Division 2007-2008. La squadra rimase nella seconda divisioni per altre tre stagioni fino alla stagione 2010-2011 quando conquista il titolo e viene promossa in Qatar Stars League. dove nella stagione 2011-2012, da neo-promossa termina il campionato al secondo posto qualificandosi per la AFC Champions League 2013.
La stagione successiva arriva l'esordio nella massima competizione continentale il 26 febbraio 2013 contro i sauditi del Al-Shabab Club venendo sconfitto per 2-0, ma dopo la seconda sconfitta di seguito, l'Al Jiash vince tre delle ultime quattro partite e si qualifica per gli ottavi di finale dove si scontra con i sauditi dell'Al-Ahli.Inoltre arriva anche la vittoria della prima coppa nazionale la Qatar Stars Cup grazie alla vittoria per 2-0 in finale contro l'Al-Arabi Sports Club, in campionato la squadra si posiziona al terzo posto in classifica che gli garantisce l'accesso alla AFC Champions League per il secondo anno di seguito.
Nell'aprile 2017 è stato annunciato che il club si sarebbe fuso al termine della stagione 2016-17 con il Lekhwiya Sports Club andando a formare l'Al-Duhail Sports Club

## Stadio
L'Al-Jaish giocò le sue partite casalinghe nel Ahmed bin Ali Stadium un impianto calcistico di Al-Rayyan costruito nel 2003 per volere dello sceicco Hamad Bin Ali Al Attiyah attuale presidente e proprietario del club e dello stadio. Lo stadio può ospitare fino a 27.000 persone al suo interno. Sono state giocate su questo campo delle partite della Coppa d'Asia 2011 e delle partite del Mondiale di calcio del 2022.

## Palmarès

### Competizioni nazionali
- Qatar Stars Cup: 1

2012-2013
- Qatar Crown Prince Cup: 2

2014, 2016
- Qatar Second Division: 3

2007-2008, 2008-2009, 2010-2011

### Altri piazzamenti
- Qatar Stars League:

Secondo posto: 2011-2012, 2013-2014, 2015-2016
Terzo posto: 2012-2013, 2014-2015
- Coppa del Qatar:

Finalista: 2015, 2017
- Coppa dell'Emiro del Qatar:

Finalista: 2014-2015
- AFC Champions League:

Semifinalista: 2016

## Cronistoria
| Stagione | Div. | Pos. | Emir of Qatar Cup | Crown Prince Cup | Sheikh Jassim Cup | Qatar Stars Cup | AFC Champions League | AFC Champions League |
| -------- | ---- | ---- | ----------------- | ---------------- | ----------------- | --------------- | -------------------- | -------------------- |
| 2008     | Q2D  | 1    | -                 | -                | -                 | -               | -                    |                      |
| 2009     | Q2D  | 1    | -                 | -                | -                 | -               | -                    |                      |
| 2010     | Q2D  | -    | Secondo Turno     | -                | Fase a Gironi     | -               | -                    |                      |
| 2011     | Q2D  | 1    | Semi-finali       | -                | Semi-finali       | -               | -                    |                      |
| 2012     | QSL  | 2    | Semi-finali       | Semi-finali      | Semi-finali       | Fase a Gironi   | -                    |                      |
| 2013     | QSL  | 3    | Semi-finali       | Semi-finali      | Semi-finali       | Vittoria        | Ottavi di Finale     |                      |
| 2014     | QSL  | 2    | Quarti di Finale  | Vittoria         | -                 | -               | Fase a Gironi        |                      |
| 2015     | QSL  | 3    | Secondo Posto     | Secondo Posto    | -                 | -               | Play-off             |                      |
| 2016     | QSL  | 2    | Semi-finali       | Vittoria         | -                 | -               | Semi-finali          |                      |
| 2017     | QSL  | 4    | Semi-finali       | Secondo Posto    | -                 | -               | Play-off             |                      |